# Пригородный (Краснодар)
Пригородный — населённый пункт (посёлок) на территории Карасунского внутригородского округа города Краснодара, находящийся в подчинении администрации Пашковского сельского округа. 
До 28 апреля 2014 года посёлок Пригородный именовался «посёлок подсобного производственного хозяйства биофабрики». Переименован Постановлением Правительства Российской Федерации от 28 апреля 2014 г. № 379 «О переименовании географического объекта в Краснодарском крае». 
К западу находится посёлок Знаменский.

## Население
| 2010 | 2021  |
| ---- | ----- |
| 2226 | ↗3302 |

Численность жителей поселка — 3058 человек (2017).

## Транспорт
Транспортное сообщение с городом Краснодаром осуществляют 3 автобусных маршрута № 136а «Уральская (ул. Тюляева) — Биофабрика (пос. Пригородный)», № 157а «Уральская (ул. Тюляева) — Садовое товарищество Электрон», № 176а «ТЭЦ — Биофабрика (пос. Пригородный)».

## Предприятия и организации посёлка
На территории поселка работает 1 территориальный центр по работе с населением. Также в Пригородном действуют 6 органов ТОС. Действуют 2 УИК № 21-68, № 21-81 (расположены в здании МБОУ СОШ № 81).
На территории поселка Пригородный размещены 47 предприятий торговли и бытового обслуживания. 
На территории поселка находятся учреждения дошкольного образования, отделение почты, участковый пункт полиции. Ближайшие объекты социальной сферы расположены в пос. Знаменском (отделение почты, детский сад № 161, участковый пункт полиции), в пос. Лорис (школа, детский сад), в КМР (школы, детские сады). Взрослое и детское население поселков обслуживается в МБУЗ городской поликлинике № 17 (г. Краснодар, ул. Симферопольская, 16) и детской городской поликлинике № 7 (г. Краснодар, ул. Симферопольская, 44).
С 1984 года работает школа № 81, рассчитанная на 180 учеников. В 2019 году открылся дополнительный блок, рассчитанный на 400 мест.
Также в пос. Пригородном работает медицинский модуль МБУЗ поликлиники № 17.